# Mątwica
Mątwica – wieś w Polsce położona w województwie podlaskim, w powiecie łomżyńskim, w gminie Nowogród.
Wieś jest podzielona administracyjnie na dwa sołectwa. Cała miejscowość liczy ok. 200 posesji. Wierni kościoła rzymskokatolickiego należą do parafii Narodzenia Najświętszej Maryi Panny w Nowogrodzie.

## Historia
W okolicach miejscowości warszawski 205. Ochotniczy Pułk Piechoty im. Jana Kilińskiego walczył z bolszewicką 10. i 15. Dywizją Kawalerii (1-2 sierpnia 1920). W latach 1921 – 1939 wieś leżała w województwie białostockim, w powiecie łomżyńskim, w gminie Kupiski.
Według Powszechnego Spisu Ludności z 1921 roku wieś zamieszkiwało 729 osób w 119 budynkach mieszkalnych. Miejscowość należała do parafii rzymskokatolickiej w Nowogrodzie. Podlegała pod Sąd Grodzki i Okręgowy w Łomży; właściwy urząd pocztowy mieścił się w Nowogrodzie.
W wyniku napaści ZSRR na Polskę we wrześniu 1939 miejscowość znalazła się pod okupacją sowiecką. Od czerwca 1941 roku pod okupacją niemiecką. Od 22 lipca 1941 do 1945 włączona w skład Landkreis Lomscha, Bezirk Bialystok III Rzeszy.
W latach 1954–1972 wieś należała i była siedzibą władz gromady Mątwica. W latach 1975–1998 miejscowość administracyjnie należała do województwa łomżyńskiego.
W latach 2018–2019 przeprowadzono we wsi prace ekshumacyjne (Instytut Pamięci Narodowej), w wyniku których odkryto szczątki dziewięciu żołnierzy Wojska Polskiego (trzy szkielety zostały uszkodzone podczas budowy drogi, reszta była w układzie anatomicznym). Szczątki te zostały pochowane 14 sierpnia 2019 na cmentarzu parafialnym w Łomży (żołnierska mogiła zbiorowa).

## Obiekty
We wsi stoi kapliczka przydrożna z 1909. Być może pochowano tutaj w XVIII wieku dwie osoby. W pobliżu kapliczki urządzony został cmentarz dla rosyjskich żołnierzy poległych podczas I wojny światowej, w 1915. Później dochowano tam jeszcze żołnierzy polskich poległych w 1920 (wojna polsko-bolszewicka) i 1939 (kampania wrześniowa).
We wsi istniał w przeszłości przystanek kolejowy Mątwica na wąskotorowej linii Dęby – Łomża Wąskotorowa.

## Urodzeni w Mątwicy
We wsi urodził się Franciszek Piaścik, polski architekt, dziekan Wydziału Architektury Politechniki Warszawskiej.